# Filippo Guerrieri
Filippo Guerrieri (Licciana Nardi, 17 agosto 1891 – Genova, 11 maggio 1967) è stato un politico italiano.
Fu membro dell'Assemblea Costituente e della Camera dei deputati per le prime quattro legislature.
Deceduto nel corso del mandato, fu sostituito da Ettore Spora.